# 帕特里克·鲍姆
帕特里克·鲍姆（德語：Patrick Baum，1987年6月23日—），德国乒乓球运动员，左手横握球拍。

## 生涯
鲍姆于2005年入选德国国家乒乓球队，曾多次随队出战世界乒乓球锦标赛及欧洲乒乓球锦标赛。2013年世界乒乓球锦标赛，鲍姆于男单八分之一决赛击败队友奥恰洛夫，打进男单八强，最终以1:4不敌卫冕冠军张继科，但亦创造了个人单打最佳战绩。